# Tiziano Zalli
Tiziano Zalli (Lodi, 14 giugno 1830 – Lodi, 27 agosto 1909) è stato un patriota, attivista, banchiere e dirigente sportivo italiano.

## Biografia

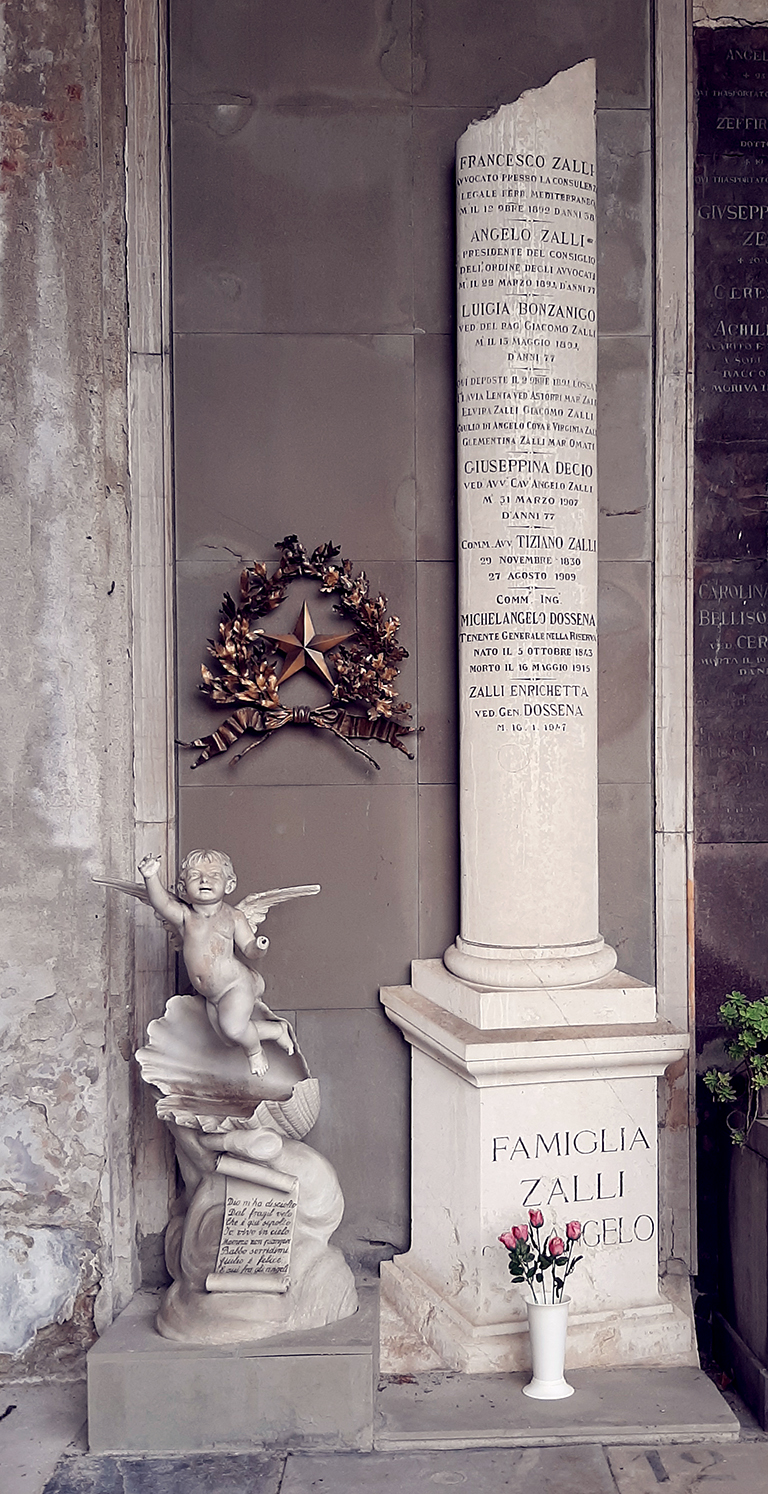
La tomba della famiglia Zalli al cimitero maggiore di Lodi

Nato da una famiglia benestante, ultimo di sette figli, il padre era cassiere della Camera di Commercio di Lodi mentre il nonno aveva un'azienda di formaggi. Non ancora diciottenne partecipò ai moti del 48 arruolandosi nel "Battaglione Studenti". Oppositore degli austriaci, finanziò l'impresa dei mille e organizzò una spedizione in Sicilia di 234 volontari in camicia rossa.
Nel 1860 fondò la Società Generale di Mutuo Soccorso degli Operai, con presidente onorario lo stesso Garibaldi, con l'intento di essere di supporto ai ceti più deboli, con iniziative cooperative e mutualistiche.
Nel 1866 durante la terza guerra di indipendenza si arruolò volontario nel Corpo Volontari Italiani di Giuseppe Garibaldi e fu incorporato nel 2º Battaglione bersaglieri milanesi, con i quali partecipò alla battaglia di Ponte Caffaro e alle operazioni in Valtellina.
Ma è per un'attività iniziata due anni prima che Zalli viene tuttora ricordato. Era infatti il 1864 quando, guidato dagli insegnamenti dell'amico fraterno Luigi Luzzatti e dal grande interesse verso il credito mutualistico, fonda la Banca Mutua Popolare Agricola di Lodi, la prima banca popolare italiana.
Nel 1874 costituì la Società Lodigiana di Ginnastica e Scherma e ne diventò il primo presidente. Fu una delle prime società sportive in Italia ed ebbe la sua sede in una palestra che il Comune aveva ricavato da una chiesa sconsacrata. Dieci anni dopo la società sportiva prendeva il nome di “Fanfulla” ed i suoi atleti, primi in Italia, cominciavano ad indossare le casacche bianconere.
Tiziano Zalli morirà diversi anni dopo, nel 1909. Prima di morire ripeté per due volte la frase "Vi raccomando la banca". Riposa nella tomba di famiglia al cimitero maggiore di Lodi.